# Trilogie du temps
 Pour plus de détails, voir Fiche technique et Distribution
La Trilogie du temps (Trilogia del tempo, parfois trilogie américaine ou trilogie « Il était une fois ») est un ensemble de trois films réalisés par Sergio Leone, sortis sur une période de seize ans entre 1968 et 1984, les derniers films de sa carrière. Avant cela, le cinéaste italien avait développé sa « Trilogie du dollar ».

## Les trois films
- décembre 1968 : Il était une fois dans l'Ouest (C'era una volta il West)
- octobre 1971 : Il était une fois la révolution (C'era una volta la Rivoluzione ou Giù la testa)
- mai 1984 : Il était une fois en Amérique (C'era una volta in America)

Des trois films, seul le premier appartient véritablement au genre qui a rendu Leone célèbre : le western. Il était une fois la révolution est plutôt défini comme un drame d'aventure ou un « western zapata », tandis qu'Il était une fois en Amérique est plus un film de gangsters. Curieusement, c'est précisément le troisième film du trio qui est considéré comme le véritable chef-d'œuvre du réalisateur romain,, bien qu'il s'agisse d'un genre cinématographique totalement nouveau pour lui.
Le point d'intersection des films est le réalisateur et le thème qui donne son nom à la trilogie : le temps. Ces trois films, et particulièrement Il était une fois en Amérique, ont fondamentalement pour thème l'écoulement du temps et ce qu'il fait aux hommes (d'après Morando Morandini dans son Dizionario dei film) et se déroulent dans une époque dilatée, générant par conséquent une longueur de film considérable : 175 minutes pour Il était une fois dans l'Ouest ; 157 minutes pour Il était une fois la révolution et 229 minutes pour Il était une fois en Amérique.
Deux autres points communs sont la musique d'Ennio Morricone, connue dans le monde entier et comprenant certains de ses meilleurs thèmes jamais réalisés, et le montage de Nino Baragli, toujours présent dans la post-production.

### Il était une fois dans l'Ouest

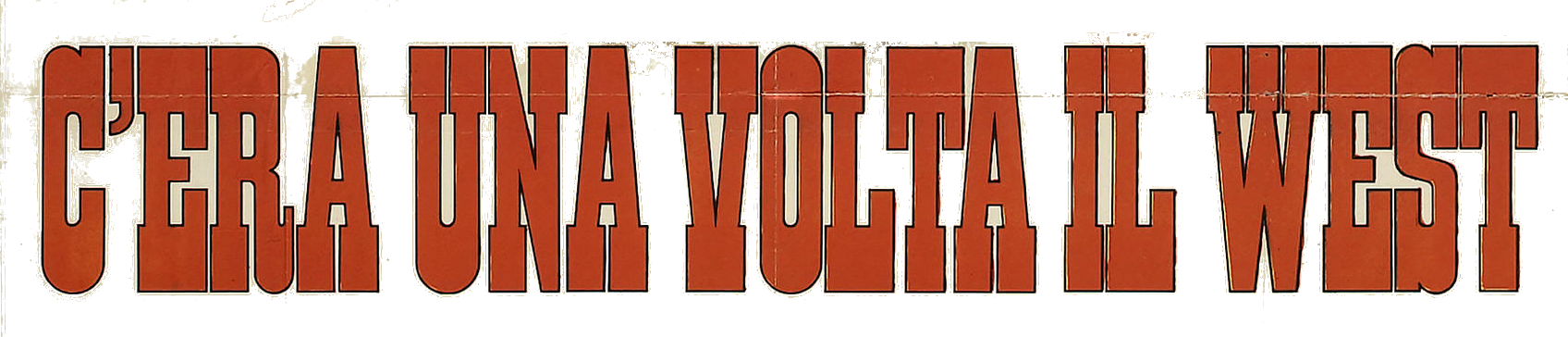
Logo original d'Il était une fois dans l'Ouest

Premier chapitre de la trilogie, Il était une fois dans l'Ouest marque également un tournant dans la carrière de Sergio Leone. Bien que restant un western spaghetti, le film se tourne davantage vers une réinterprétation plus classique du genre, mais toujours personnelle du réalisateur. En abandonnant le genre et ses caractéristiques, les lieux de tournage changent également : nous ne sommes plus à Almería en Andalousie, comme dans les films de la Trilogie du dollar, mais à Monument Valley, en hommage au grand réalisateur John Ford (pour lequel Leone avait une estime sans bornes). Une fois de plus accompagné par la musique d'Ennio Morricone, le film a été un énorme succès.

### Il était une fois la révolution
Étape supplémentaire vers la maturité artistique complète de Leone, Il était une fois la révolution s'éloigne des westerns de la première partie de la carrière du réalisateur, qui semble ici presque désacraliser le genre même qui l'a rendu célèbre. Le film alterne le drame (également le mélodrame) et la comédie, le tragique et l'ironie. De plus, dans cette œuvre, Leone introduit un autre thème : la révolution. Un thème qui s'avérera fondamental dans le déroulement du film, qui commence par une phrase de Mao Tsé-toung concernant le sens de la révolution :

« La révolution n'est ni un dîner de gala, ni une œuvre littéraire, ni un dessin, ni une broderie. On ne la fait pas avec élégance et courtoisie. La révolution est un acte de violence »

— Citation de Mao Tsé-Toung, mise en exergue du film

### Il était une fois en Amérique

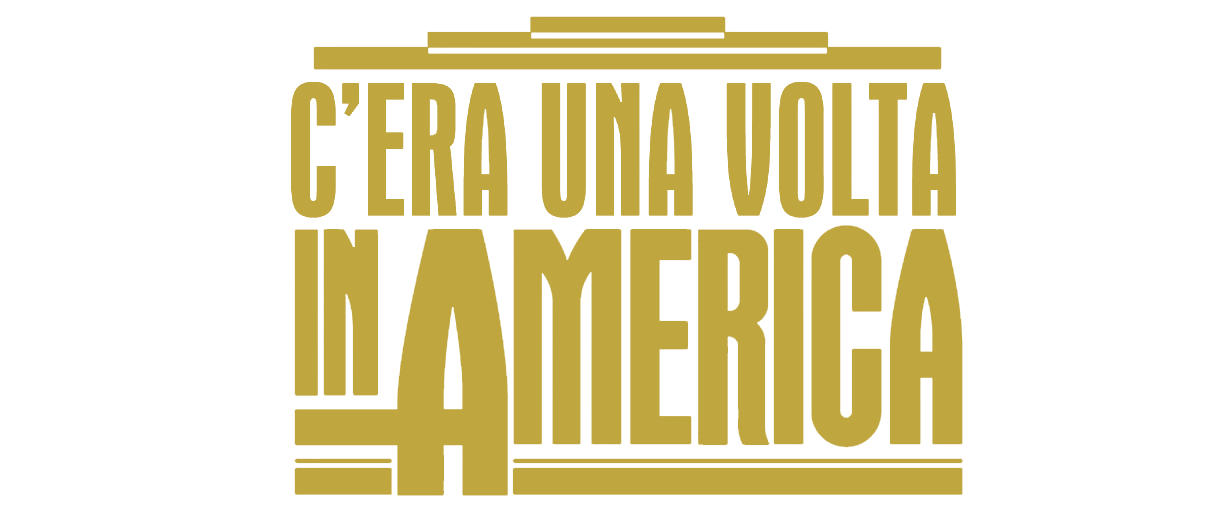
Logo original d'Il était une fois en Amérique.

Le dernier chapitre de la trilogie est aussi le dernier film de Sergio Leone, mort prématurément en 1989 à l'âge de 60 ans. Avec un budget élevé et treize ans de production, Il était une fois en Amérique est le film le plus complexe et le plus réussi du réalisateur, qui, notamment grâce à ce film, est reconnu comme l'un des plus grands réalisateurs italiens.
Le film est certainement celui qui a le rapport le plus ténu à la temporalité, adoptant une narration non linéaire faite d'analepses et de prolepses en éliminant presque complètement la notion du temps présent ou du moins ce qui semble l'être. Le film retrace la montée en puissance du crime organisé en adoptant le point de vue des malfaiteurs par la voix de David Aaronson, protagoniste du film et vrai nom de l'auteur du roman À main armée (The Hoods) d'Harry Grey, dont le film est une adaptation,. Le réalisateur joue sur l'imbrication des époques et des situations, un jeu qui tente autant que possible d'emporter le spectateur dans le film. Le film reste dans les mémoires comme l'un des plus grands films réalisés et comme un témoignage de la carrière du réalisateur Sergio Leone.

## Postérité
Pour son premier film en tant que réalisateur, Robert De Niro met en scène un film sur le passage à l'âge adulte d'un jeune immigré italien dans le Bronx new-yorkais. Sorti en 1993, Il était une fois le Bronx (A Bronx Tale) fait référence dans son titre français à la Trilogie du temps et particulièrement à Il était une fois en Amérique où Robert de Niro est également l'un des interprètes principaux.